# Caspar Einem
Caspar Einem (ur. 6 maja 1948 w Salzburgu, zm. 9 września 2021) – austriacki polityk i prawnik, parlamentarzysta krajowy, w latach 1995–2000 minister.

## Życiorys
Syn kompozytora Gottfrieda von Einem. W 1971 ukończył studia prawnicze na Uniwersytecie Wiedeńskim. Pracował m.in. w izbie pracy (Kammer für Arbeiter und Angestellte) w Wiedniu i koncernie naftowym OMV.
Zaangażował się w działalność polityczną w ramach Socjaldemokratycznej Partii Austrii. W latach 1994–1995 był sekretarzem stanu w urzędzie kanclerza. Następnie do 1997 był ministrem spraw wewnętrznych w gabinecie, którym kierował Franz Vranitzky. W 1997 pełnił krótko obowiązki ministra nauki, transportu i sztuki, następnie od tegoż roku do 2000 sprawował urząd ministra nauki i transportu w rządzie Viktora Klimy. W 1996 oraz od 1999 do 2007 zasiadał w Radzie Narodowej XX, XXI i XXII kadencji. Reprezentował austriacki parlament w Konwencie Europejskim.
Od 2005 do 2008 był prezesem Europejskiej Organizacji Pracodawców Sektora Publicznego (CEEP).
Odznaczony Wielką Złotą Odznaką Honorową na Wstędze za Zasługi dla Republiki Austrii oraz Krzyżem Wielkim greckiego Orderu Honoru.